# Nitki
Nitki (niem. Nittken) – wieś w Polsce położona w województwie warmińsko-mazurskim, w powiecie piskim, w gminie Biała Piska. W latach 1975–1998 miejscowość administracyjnie należała do województwa suwalskiego.

## Historia
Wieś powstała w ramach kolonizacji Wielkiej Puszczy. Wcześniej był to obszar Galindii. Wieś ziemiańska, dobra służebne w posiadaniu drobnego rycerstwa (tak zwani wolni), z obowiązkiem służby rycerskiej (zbrojnej). W wieku XV i XVI w dokumentach wieś zapisywana pod nazwą: Jenzick, Rosinβko, Mitken, Mitkouic, Metkoffy.
Wieś służebna lokowana przez komtura Zygfryda Flacha von Schwartzburga w 1472 r. (ale osada istniała już wcześniej), na 16 łanach na prawie magdeburskim, z obowiązkiem jednej służby zbrojnej. Przywilej lokacyjny nadawał ziemię „w dawnych granicach” nad strumykiem Święcek Szymonowi Bednarzowi, potomkowi niejakiego Bednarza z Pisza (zabiegającego o te tereny w okolicach jeziora Święcek w 1424 r.). W XV w. wieś należała do parafii w Drygałach. W 1480 r. właściciel Nitek – Szymon Botticher – otrzymał z rąk komtura bałgijskiego Zygfryda Flacha von Schwartzburga majątek czterowłanowy przy wsi czynszowej Drygały (majątek ten później przeszedł w ręce Langhmedów i był wliczany w obszar Drygał).